# موریس شپرد
موریس شپرد (به انگلیسی: Morris Sheppard) زاده ۲۸ مهٔ ۱۸۷۵ - درگذشته ۹ آوریل ۱۹۴۱ سناتور سابق عضو حزب دموکرات ایالات متحده آمریکا بود. وی در سال ۱۹۱۳ تا ۱۹۴۱ میلادی سناتور ایالت تگزاس در سنای ایالات متحده آمریکا بود.